# Críticas ao libertarianismo
As críticas ao libertarianismo incluem preocupações éticas, econômicas e ambientais, e são frequentemente voltadas ao libertarianismo de direita,[carece de fontes?] por ser a forma mais reconhecida da ideologia. Seus críticos argumentaram que o capitalismo laissez-faire não necessariamente produz os melhores ou mais eficientes resultados, e a filosofia libertária do individualismo e suas políticas de desregulação falham em prevenir o abuso na exploração de recursos naturais. Libertários de direita e esquerda também fazem críticas recíprocas.

## Apropriação de termos
O termo 'libertarianismo' é utilizado frequentemente como uma mediação entre o chamado 'libertarianismo de esquerda', contemplando o que se refere nesse campo como 'anarquismo clássico', e o respectivo 'libertarianismo de direita', cujas origens estão nas elaborações de Rothbard. Entretanto, dentro do anarquismo e do socialismo libertário, termos como 'anarco-capitalismo', surgido junto com esse novo sentido libertarianista do neologismo 'libertário', não são tratados como parte desses movimentos, não chegando nem mesmo a ser mencionados. A teoria e história do movimento libertário é enfática sobre o seu caráter classista e anticapitalista, sendo uma estratégia da classe trabalhadora e subalterna contra a propriedade privada e a exploração capitalista. Os textos que, por outro lado, mencionam a existência do 'anarcocapitalismo' e do 'libertarianismo de direita', asseveram o não pertencimento dessas ideologias à tradição anarquista e libertária. Autores anarquistas como Ian Mckay afirmam que:

Anarquistas sempre foram anticapitalistas e qualquer ‘anarquista’ que reivindique o contrário não pode fazer parte da tradição anarquista. É importante frisar que a oposição anarquista aos assim chamados capitalistas ‘anarquistas’ não se refere a algum tipo de debate dentro do anarquismo, por mais que estes procurem fingir, mas sim a um debate entre o anarquismo e seu antigo inimigo, o capitalismo
Como esses autores pontuam, a tentativa de criar uma justaposição entre essas ideias incompatíveis leva à um esvaziamento do significado dos termos, essa tentativa, insistem, é feita contra a auto-concepção daqueles que se identificam como anarquistas ou libertários, o que implica "(...) atribuir aos mesmos uma noção de “falsa consciência” em que seria preciso o “crivo” do conhecimento acadêmico sobre anarquismo para então os sujeitos adequarem suas práticas a uma teoria pré-estabelecida." Além disso, é frequentemente criticado o caráter não-revolucionário, ou mesmo anti-revolucionário, dos auto-denominados 'anarcocapitalistas' e 'libertarianistas de direita', como se concluí dos textos definidores dessas correntes, como os de Stephan Kinsella, "(...) ser um “anarco”capitalista não significaria acreditar na possibilidade de uma sociedade sem Estado.", em sentido alternativo, "(...) o cerne do pensamento “libertário” seria considerar as agressões cometidas pelo Estado (cobrança de impostos e monopólio da segurança, por exemplo) como injustificáveis"
A má compreensão da base comum e desenvolvimento histórico do anarquismo e do anticapitalismo libertário é recorrente nos textos desses ativistas. Rothbard, em textos como Os libertários são anarquistas?, apresenta uma descrição do que para ele é a história do anarquismo clássico e acaba confundindo as correntes 'anarco-comunistas', 'anarco-sindicalistas', 'coletivistas' e 'comunistas libertárias', tratando-as como indiferentes. Junto com seus equivocos, Rothbard admite explicitamente a falta de vínculos com o que anarquismo histórico, 'de esquerda'. Um recurso comum para justificar a apropriação de termos por parte dos direitistas é a valorização do anarquismo individualista, principalmente os militantes Benjamin Tucker e Lysander Spooner, enquanto um desenvolvimento paralelo do anarquismo que abandona o anti-capitalismo. Esse tipo de leitura, porém, é criticada - a admissão do mercado por parte desses individualistas não é o suficiente para considerá-los pro-capitalistas. Tucker, por exemplo, "(...) condena o monopólio do dinheiro, entre outros, garantidos pelo Estado a certos indivíduos. Nisto, o autor ainda ressalta o fato de que o Estado garante a concentração de capital nas mãos de poucos." Os anarquistas que valorizam o mercado, de maneira parcial ou total, o fazem com base na rejeição da ideia de que capitalismo e livre mercado constituem um par compatível; ao contrário disso, esses autores denunciam o capitalismo como um sistema que submete o mercado à monopólios e roubos sustentados pelo aparato estatal.
Rothbard admite que os individualistas eram contra os capitalistas. Apesar de não lhes atribuir uma posição anticapitalista clara, o “libertário” estadunidense acaba deixando a questão sem uma resolução precisa.
o uso do prefixo “anarco” pela teoria “libertária” se apresenta de forma duplamente oportunista; aproveita-se da tradição e trajetória anarquista para viabilizar um capitalismo aparentemente sem Estado; e como “frase de efeito”, utilizada para convencer sujeitos que anseiam mudanças – particularmente jovens – a aceitarem velhas teorias conservadoras e “a favor da ordem”, disfarçadas sob a roupagem de “revolucionária”, “radical” e “contra o establishment”.

## Associação com a extrema direita
O fundador das ideias de 'anarcocapitalismo' e 'libertarianismo', Murray Rothbard, tem tido uma inquestionável influência na extrema direita norte-americana e global.[carece de fontes?] Sua influência é significante para a criação da alt-right contemporânea, em que diversos ativistas tem como origem de suas trajetórias a ideologia 'paleoconservadora' de Rothbard, ou parte de suas formações políticas à autores e círculos libertarianistas, e em alguns casos continuam se declarando libertários. Pessoas como ,  e ,  reconhecem no libertarianismo parte importante de suas respectivas trajetórias reacionárias. Tim Gionet, que apoiou e discursou na Manifestação Unite the Right, se descrevia como libertário. Enquanto que lideranças reacionárias como Stefan Molyneux, Gavin McInnes e Milo Yiannopoulos se declaram libertários. Yiannopoulos se considera inclusive lider de um movimento que chama de  "Libertarismo Cultural". O libertarismo, em geral, também funciona como uma rota para a extrema-direita e direita alternativa. Christopher Cantwell, que apoiou e participou da Manifestação Unite the Right, descreveu o papel do libertarianismo na sua formação política com as seguintes palavras: "Eu fiquei instantaneamente fascinado com a história e a economia que o libertarianismo ensinava. Mais tarde eu me tornei um grande fã de Murray Rothbard, e Ayn Rand. Você deve ter consciência, essas pessoas são judias. Deve ser chocante para alguns dele, que hoje eu sou um antisemista vocal". Ainda assim, muitos militantes da alt-right se desassociam do libertarianismo, e criticam de maneiras diversas aspectos da ideologia, como por exemplo a defesa do que percebem como 'comportamentos deviantes', contrários à valores tradicionais.
Apesar da aparente contradição ideológica entre o libertarianismo e a direita alternativa, dado o caráter declaradamente 'individualista' dos primeiro, e o 'coletivismo' atribuido ao último, essa corrente ideológica tem muitas intersecções com campo da extrema direita contemporânea. As simbologias libertarianistas, por exemplo, são visíveis nos protestos da extrema direita, como a bandeira de Gadsden, ao lado de suásticas e outros simbolos neo-fascistas.
Ambos convergem na oposição à ações afirmativas, a posição libertária comum é se opor à ação afirmativa e a outras políticas que introduzem diretrizes discriminação positiva para além do mérito, com base no reivindicação de que elas perturbam a livre concorrência e a liberdade de um proprietário de empresa de gerir sua empresa como eles entendem. A direita alternativa também se opõe, mas não por causa de uma violação do ideal da liberdade do indivíduo, da empresa e da concorrência, mas porque essas políticas representam o que eles percebem como injusto e prejudicial contra os brancos. Da mesma maneira, os discursos libertários de crítica ao Estado circulam também em espaços das direita alternativa, promovendo teorias conspiracionais sobre o Estado paralelo ou profundo. O escritor reacionário europeu Joakim Andersen, elogiou os elementos reacionários das ideias libertários, afirmando que apesar da sua incapacidade de tomar o Estado, servem como um limitador de sua influência e crescimento no cenário atual, em um trecho do livro Rising from the Ruins (Ascendendo das Ruinas).
 O anti-comunismo é também outro importante ponto de sobreposição e mútuo reforço entre o libertarianismo e a extrema direita. A controvérsia em torno da 'liberdade de expressão', central na emergência da alt-right, recebeu muitos elementos da ideologia libertária.
O paleolibertarianismo é considerado uma tentativa explícita de acomodar elementos libertários e reacionários. Rothbard já defendeu dentro desse enquadramento ideológico uma separação voluntaria das raças, e utilizou concepção 'darwinista' para defender a naturalidade da hierarquia.

## Economia
Críticos do sistema econômico libertário (o capitalismo laissez-faire), argumentam que falhas do livre mercado justificam a intervenção governamental na economia, que a não intervenção cria monopólios e ausência de inovações, ou que mercados não regulados são economicamente instáveis. Eles argumentam que mercados nem sempre produzem o que é melhor ou mais eficiente, que a redistribuição de riqueza melhora a "saúde" da economia, e que avanços em economia desde Adam Smith mostram que as ações da população nem sempre são racionais. A estas críticas os libertários respondem com afirmações da Escola das Falhas de Governo, que defendem que a intervenção do Estado na economia gera mais imperfeições nos mercados do que se poderia esperar da não-intervenção, e a Escola das Escolhas Públicas, que demonstra que um governo é formado por políticos que nem sempre tem o interesse público como principal objetivo.
Outras críticas econômicas tratam da transição para uma sociedade libertarista. Críticos costumam afirmar que a privatização da seguridade social causaria uma crise fiscal a curto prazo e danificaria a estabilidade econômica de indivíduos a longo prazo. Críticos do livre comércio argumentam que barreiras são necessárias para o crescimento econômico em todas as situações, afirmação que contradiz vários dados históricos e tenta negar o evidente crescimento econômico mundial pelos países que adotam medidas globalizantes.
Um dos maiores nomes do utilitarismo, Stuart Mill, filósofo e economista inglês, e um dos pensadores liberais mais influentes do século XIX, advogava que a interferência do governo teria consequências boas e ruins, devendo-se aplicar os aspectos bons e minimizar os ruins. Sendo que, quando se amplia a liberdade do indivíduo, é considerado um aspecto bom, e quando se restringe o indivíduo, um aspecto ruim.[carece de fontes?]
Ele apresenta em seu livro "Principles of political economy with some of their applications to social philosophy", algumas convicções em prol da defesa da intervenção do estado em certos casos:
"Entretanto, sob esta condição, a sociedade tem todo o direito de revogar ou alterar qualquer direito particular de propriedade que, depois de cuidadosa consideração, ela considere ser um obstaculo ao bem público. E, reconhecidamente, o terrível libelo que, como vimos num capitulo anterior, os socialistas podem apresentar contra a atual ordem econômica da sociedade exige completa consideração de todos os meios pelos quais a instituição pode vir a ter uma chance de funcionar de maneira mais benéfica para aquela grande parcela da sociedade que presentemente usufrui a menor parcela de seus benefícios diretos."
Já Friedrich Hayek lamenta as perspectivas sombrias para a liberdade diante do crescimento constante do Estado e seu poder sobre os cidadãos:
"A menos que possamos fazer das bases filosóficas da livre sociedade uma questão intelectual viva, e de sua implementação uma tarefa que desafie a engenhosidade e imaginação das mentes mais esclarecidas, as perspectivas de liberdade apresentam-se, de fato, sombrias. Mas, se conseguirmos reconquistar a crença no poder das ideias - que foi a marca do liberalismo no seu melhor momento - a batalha não está perdida."
Alguns destes críticos do liberalismo radical propõem um liberalismo abrangente, que inclui o valor da igualdade, como saída para a sociedade. Dentre estes destacam-se John Rawls e Ronald Dworkin.
Mário Bunge, um físico, humanista e filósofo da ciência, argumenta e demonstra em um de seus livros, intitulado "Las pseudociencias ¡vaya timo!", que a microeconomia ortodoxa (ou microeconomia clássica) carece de confirmação empírica ou justificativa moral. A microeconomia ortodoxa é o modelo defendido pelos filósofos e economistas intitulados libertários. O capítulo "La conexión pseudociencia – filosofía - política" descreve em uma série de postulados, que a economia ortodoxa possui uma ontologia individualista, uma epistemologia acientífica e uma ética individualista. Acabando-se por constituir em uma teoria econômica com características de pseudociência.

## "Anarquismo filosófico"
O termo 'anarquismo filosófico' (philosophical anarchism) foi popularizado no século dezenove pelos autores individualistas associados ao jornal Liberty, principalmente Benjamin Tucker. Apesar do nome, o anarquismo filosófico não se reduzia à uma teoria, denominava, mais precisamente, uma oposição de princípios ao Estado e o capitalismo, e suas manifestações coercívas. Entretanto, em contraste com o anarquismo propriamente, defendiam uma superação 'evolucionária' e pacífica do Estado capitalista, ao invés da estratégia revolucionária do restante do movimento. Apesar dessa origem, e, em grande parte, independentemente dela, o termo 'anarquismo filosófico' tem tido usos relevantes no debate filosófico anglofóno contemporâneo, associado fundamentalmente à teoria libertária, e pensadores como Robert Nozick e Robert Paul Wolff. Essa corrente foi resumida enquanto um "(...) ceticismo em relação à legitimidade e autoridade dos Estados", seja os Estados atualmente existentes, ou ao Estado por definição.
O uso do termo na literatura acadêmica frequentemente implica um diferenciação entre o 'anarquismo filosófico' e o 'prático', associado ao movimento anarquista histórico. Essa distinção é criticada por filósofos anarquistas por criar uma exclusão do movimento anarquista do campo da filosofia política, e tratá-lo como uma atitude pré-teórica e indígna de atenção. O que resulta disso é uma corrente teórica descrita como 'inerte' e desconectada da origem de sua terminologia. A própria definição de 'anarquismo' como essencialmente uma oposição ao Estado é rejeitada por pensadores anarquistas como uma forma de reducionismo e esvaziamento, dado que o movimento anarquista propriamente dito se define por um projeto político positivo de superação de estruturas assimétricas de poder e práticas coercivas, manifestadas em um vasto arranjo de formas encontradas nas dimensões sociais, econômicas e políticas da humanidade.